# Antonio de Trueba

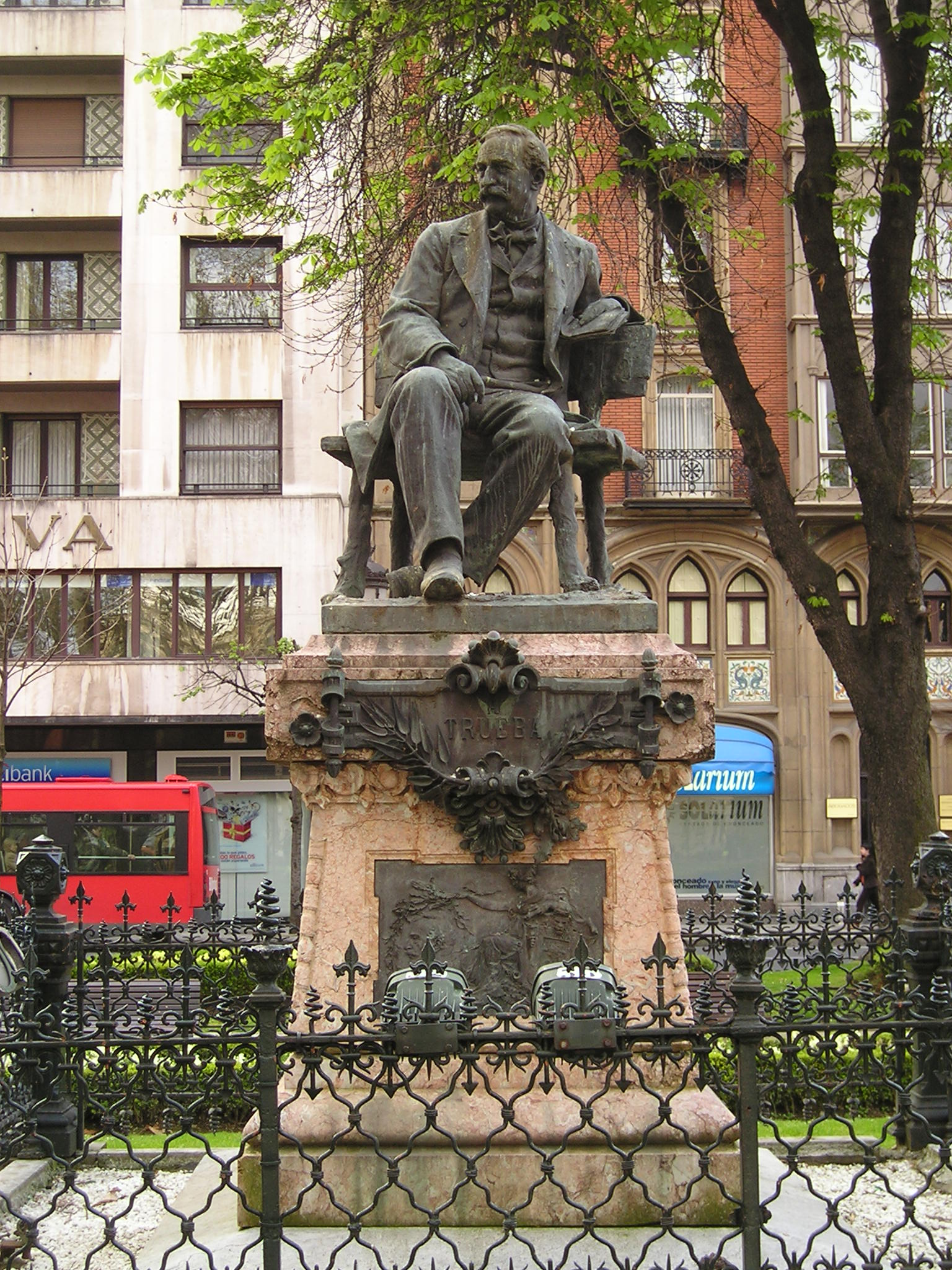
Statue des Schriftstellers in Bilbao (von Mariano Benlliure)

Antonio de Trueba, eigentlich Antonio María de Trueba y de la Quintana, (* 24. Dezember 1819 in Montellana, Bizkaia; † 10. März 1889 in Bilbao) war ein spanischer Schriftsteller. Er wurde ehrenhalber auch Antón el de los Cantares genannt.

## Werke (Auswahl)
- Cuentos de vivos y muertos. W. Violet, Stuttgart 1929.
- La Buenaventura. Velhagen & Klasing, Bielefeld 1927.
- El cura de paracuellos y otras narraciones populares. Diesterweg, Frankfurt/M. 1924.
- Cuentos de vivos y muertos. Violet, Stuttgart 1920.